# Arapovac (Lazarevac)
Arapovac (em cirílico:Араповац) é uma vila da Sérvia localizada no município de Lazarevac, pertencente ao distrito de Belgrado, na região de Kolubara. Possuía uma população de 754 habitantes segundo o censo de 2002.

## Demografia
| 1948  | 1953  | 1961  | 1971 | 1981 | 1991 | 2002 |
| ----- | ----- | ----- | ---- | ---- | ---- | ---- |
| 1 004 | 1 032 | 1 020 | 861  | 825  | 830  | 754  |